# Juan Malalas
Juan Malalas (en griego, Ioannes Malalas o Malelas) (? 491 - 578) fue un cronista bizantino nacido en Antioquía, que escribió en griego, y de convicción monofisita.

## Obras
Malalas redactó una Chronographia (Χρονογραφία) que se extendía en 18 volúmenes. La obra, tal como se ha conservado, se inicia con la historia mítica de Egipto y termina con la expedición africana de Marciano, el sobrino de Justiniano I. Exceptuando la historia de Justiniano y sus predecesores más inmediatos, se concede a su obra escaso valor documental; además está escrita sin ningún sentido de la proporción y contiene asombrosos errores. Juan Malalas fue educado en Antioquía, probablemente como sirviente doméstico, pero se desplazó a Constantinopla a principios del reinado de Justiniano. Quizás por esa razón el tomo 18 de su obra, dedicado al reinado de Justiniano (527-565) refleja el espíritu y el colorido de la propaganda oficial. El escritor se manifiesta como un firme defensor del Estado y la Iglesia de firme convicción monárquica. 
La obra se ha interpretado como una crónica escrita alrededor de Antioquía, que cumple el papel de centro del mundo, aunque en libros posteriores este rol lo desempeña Constantinopla. De cualquier modo, la obra reviste cierto valor como primer ejemplo de historiografía escrita no para los expertos, sino para la instrucción de un profano de la historiografía, con un lenguaje entreverado de términos vulgares, palabras en latín y términos orientales. Tuvo una gran popularidad, y fue conscientemente explotado por numerosos estudiosos hasta el s. IX, siendo traducido incluso a lenguas de la rama eslava, aunque lamentablemente no se ha conservado ninguna traducción en este contexto. Actualmente se conserva en una versión abreviada, en un único manuscrito en la Universidad de Oxford.
Karl Krumbacher escribió en 1897 un estudio, titulado Geschichte der byzantinischen Litteratur, en el que analiza las autoridades mencionadas por Malalas, la influencia de su obra sobre la literatura eslava y oriental, el estado del texto conservado, la forma original y la extensión probable de la obra, la fecha de su composición, la relación de la parte conclusiva respecto al total de la obra, y el estilo con el que se trata el tema. Otras aproximaciones a su obra de interés se encuentran en la edición príncipe publicada por Edmund Chilmead (Oxford, 1691), que contiene un ensayo de Humphrey Hody; la conocida carta que Richard Bentley dirigió a John Stuart Mill; otras ediciones en el Bonn Corpus scriptorum hist. byz. (1831), de Ludwig Dindorf; y el capítulo XCVII de la Patrologia Graeca de Jacques Paul Migne.

## Ediciones modernas
- Texto original:
  - Johannes Thurn (ed.) 2000, Ioannis Malalae Chronographia, Corpus Fontium Historiae Byzantinae (CFHB) 35 (Berlín, Nueva York: Walter de Gruyter) ISBN 3-11-008800-2

- Traducción:
  - Elizabeth Jeffreys, Michael Jeffreys, Roger Scott et al. 1986, The Chronicle of John Malalas: A Translation, Byzantina Australiensia 4 (Melbourne: Australian Association for Byzantine Studies) ISBN 0-9593626-2-2